# 1999 VS113
1999 VS113 är en asteroid i huvudbältet som upptäcktes den 4 november 1999 av Catalina Sky Survey projektet.
Asteroiden har en diameter på ungefär 9 kilometer, den tillhör asteroidgruppen Dora.